# 메렌레 2세

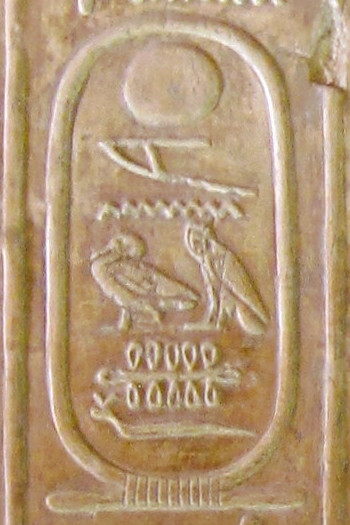

메렌레 2세는 이집트 제6왕조의 파라오이다. 이 이름의 뜻은 '레의 사랑을 받는다'이다.
메렌레 2세는 토리노 파피루스에 페피 2세의 다음 파라오로 등장(4,6)하며, 1년을 다스렸다고 한다. 또한, 그의 이름은 페피 2세의 왕비인 네이트의 피라미드 근처의 석판에서 발견된 바 있다. 이 때문에 메렌레 2세가 네이트의 아들이 아니냐는 설이 있으나 명확하지는 않다.
헤로도토스에 의하면, 메렌레 2세는 즉위한 지 1년도 안되어서 간신들에 의해 살해당했다고 하며, 그의 자매인 니토크리스가 파라오의 자리를 잇고 그의 원수를 갚았다고 한다.

## 참고 문헌
- 피터 클레이턴(Peter Clayton) 저, 정영목 역, 《파라오의 역사》, 까치, 2004

| 전임 페피 2세 | 제6대 이집트 제6왕조의 파라오 기원전 2184년 | 후임 니토크리스 |